# Vukovarska ulica (Split)
Vukovarska ulica je splitska gradska ulica koja spaja Mejaše s Gradom. Jedna je od najdužih i najprometnijih ulica u Splitu.

## Položaj i važnost
Vukovarska ulica se proteže vodoravno kroz grad Split, odnosno od zapada prema istoku i granica je između kvartova Bola i Lučac-Manuš, Gripa; Plokita i Lokva; Sućidara i Splita 3 te Pujanki i Visoke. Cijelom ulicom prolazi autobusna linija broj 6, a dijelom te ulice prolaze linija br. 11, linija br. 15 te linija br. 18.
Na prvoj adresi Vukovarske ulice (Vukovarska 1) nalazi se "Ured državne uprave u Splitsko-dalmatinskoj županiji" koja je izgrađena u sklopu zgrade Općine na adresi Domovinskog rata 4.

## Murali
Vukovarska ulica je puna murala posvećena braniteljima iz Domovinskog rata, gradu heroju Vukovaru i Hajduku. Svake godine na Dan Vukovara u toj se ulici zapale svijeće za uspomenu na poginule u Domovinskome ratu.

## Povijest
Posljednji potomci plemićke obitelji Martinis - Marchi osnovali su zakladu čijim je sredstvima i uz pomoć dobrotvora kanonika Vicka Valle, Filipa Koštre, Stjepana Tomića, Ivana Brajevića, Frane Bollandija, Marijane Zlodre i Marije Villenik iz Splita te Josipa Lubine iz Runovića 1914. godine sagrađena zgrada u kojoj danas djeluje Osnovna škola Manuš u Vukovarskoj ulici 11. U početku je to bio "Dječački dom za siromašnu djecu bez roditelja od 6 do 18 godina."
Godine 1933. na Gripama u Vukovarskoj ulici sagrađena je Nastavni zavod za javno zdravstvo na inicijativu dr. Andrije Štampara sredstvima Rockefellerove donacije.
Od 1968. Dom za starije i nemoćne osobe Split djeluje na adresi Vukovarska 79.
Za vrijeme SFRJ ova ulica je do Domovinskog rata nosila naziv "Balkanska ulica".
Trgovački centar City Center One Split je trenutno posljednji produžetak Vukovarske ulice u Splitu s brojem 207 otvorena 12. studenog 2010.

## Planovi
Zbog problema sa spajanjem s križanjem Ulice zbora narodne garde i Ulicom Domovinskog rata, predviđa se izgradnja preko Ulice 6. domobranske pukovnije (DP) koja će jednog dana kada bude dovšena spajati Vukovarsku, Domovinskog rata i Ulicu ZNG-a gdje se nalazi Mall of Split čiji su investitori već napravili most iznad Ulice Ivana Gudelja i kružni tok na kojem se križaju Ulica Josipa Jovića, Ulica 158. brigade Hrvatske vojske te most iznad ul. Ivana Gudelja. Također se planira da se ulica produži do TTTS-a ili Stobreča te ukine Put Vrborana kako bi ostala samo Lovrinačka za podkotar Kila i koja bi preko Lovrinačke vodila do Vukovarske i Žnjana.